# 山之上村
山之上村（やまのうえむら）は、かつて岐阜県加茂郡にあった村である。
現在の美濃加茂市東部に該当する。
北部は標高357mの富士山（山之上富士）など、標高100〜200mの山間の地域であり、南部は台地となっている。台地は山之上台地といい、赤色粘土質の田畑に不向きな土地であったが、大正時代から果樹栽培が開始され、カキ、ブドウ、クリ、ナシの産地となっている。現在でもこの地域は果樹栽培が盛んである。

## 歴史
- 江戸時代初期、山之上村は美濃国加茂郡に属し、尾張藩領であった。時期は不明であるが山之上村は分割され、江戸時代末期には中之番村、金屋村、端畑村、野地原村、南坂村、西洞村、本地村、佐口村となっていた。
- 1872年（明治5年） - 中之番村、金屋村、端畑村、野地原村、南坂村、西洞村、本地村、佐口村が合併し発足。
- 1889年（明治22年）7月1日 - 町村制施行に伴い、山之上村が発足。
- 1921年（大正10年）頃 - 山之上台地で果樹栽培が開始される。
- 1954年（昭和29年）4月1日 - 太田町、古井町、下米田村、伊深村、蜂屋村、加茂野村、および三和村の一部と合併し美濃加茂市が発足。同日山之上村廃止。

## 学校
- 山之上村立山之上小学校（現・美濃加茂市立山之上小学校）
- 山之上村立山之上中学校（1960年に古井中学校・山之上中学校・下米田中学校の3校が統合され、現・美濃加茂市立東中学校）